# Besselstråle

Ljus ombildas till en Besselstråle genom en konformig lins axicon.

Hur en Besselstråle utvecklas.

Besselstråle  är ett elektromagnetiskt fenomen, en vågfunktion som likt laser inte sprider sig. Den kan förklaras med Besselfunktionen av första graden som liksom strålen är uppkallade efter Friedrich Bessel. För 
x = 0:
{\displaystyle J_{\alpha }(x)=\sum _{m=0}^{\infty }{\frac {(-1)^{m}}{m!\,\Gamma (m+\alpha +1)}}{\left({\tfrac {1}{2}}x\right)}^{2m+\alpha }}
Den teoretiska Besselstrålen kräver nära oändliga mängder energi. Strålen har även egenskapen att den kan upphöra i en punkt för att uppstå i en annan. 